# Schellsburg
Schellsburg  è una borough degli Stati Uniti d'America, nella contea di Bedford nello Stato della Pennsylvania. Secondo il censimento del 2000 la popolazione è di 316 abitanti.

## Società

### Evoluzione demografica
La composizione etnica vede una maggioranza della razza bianca (98,42%) seguita dai nativi americani (0,32%), dati del 2000.
| borough di Schellsburg Popolazione |     |
| 2000                               | 316 |
| Stima al 2009                      | 303 |